# Sân bay El Portillo
Sân bay El Portillo là một sân bay phục vụ tỉnh Samana của Cộng hòa Dominicana. Sân bay này nằm ở phía bắc tỉnh này. Sân bay El Portillo có 1 đường băng dài 472 m bề mặt nhựa đường. Đây là sân bay dành cho các máy bay tư nhân và bay thuê bao.

## Các hãng hàng không và các tuyến bay
Hiện có các hãng hàng không sau đang hoạt động tại sân bay El Portillo:
- Caribair (Santo domingo)
- Aeronaves Dominicanas (Santo Domingo)
- Air Santo Domingo (Santo Domingo)
- VolAir (Santo Domingo)